# Jürgen Paas

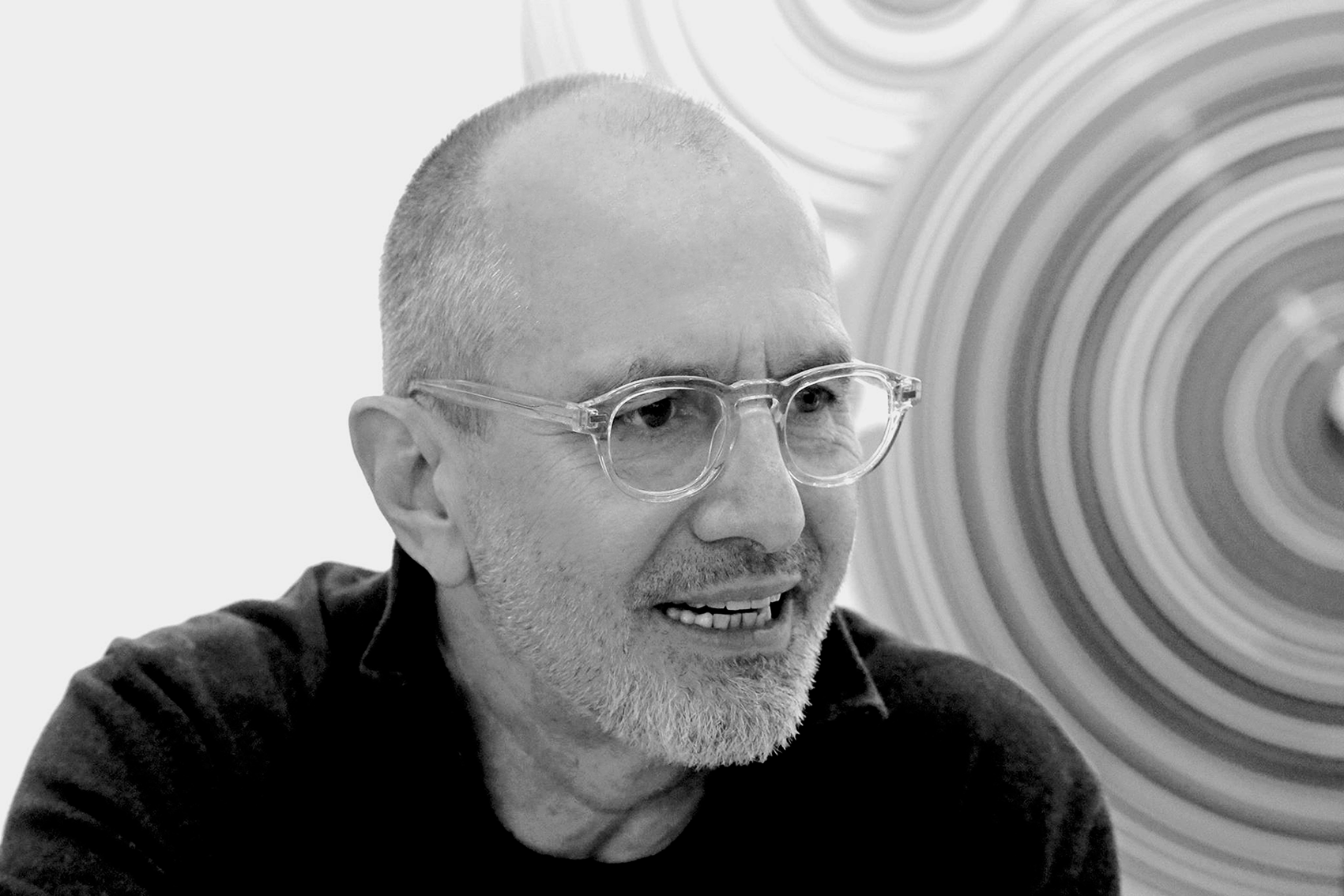
Jürgen Paas, 2019

Jürgen Paas (* 5. Juli 1958 in Krefeld) ist ein deutscher Maler und Bildhauer. Er lebt und arbeitet in Essen.

## Leben
Nach dem Studium an der Hochschule Essen bei László Lakner, Rudolf Vombek, Friedrich Gräsel und Franz Rudolf Knubel von 1981 bis 1987 studierte Jürgen Paas 1991/92 an der École nationale supérieure des beaux-arts de Paris bei Jan Voss. Von 1995 bis 2002 lehrte er Bildnerische Experimente an der Hochschule Essen. Im Jahr 2001 erhielt er einen Lehrauftrag für Malerei am Institut für Kunst und ihre Didaktik an der Universität Dortmund. In den Jahren 2002/2003 hatte er eine Professur für Malerei am Institut für Kunst und Kunsttheorie an der Universität zu Köln. Seine Werke sind in zahlreichen Einzel-, Gruppenausstellungen und Kunstsammlungen weltweit vertreten. Er lebt seit 1983 in Essen.
Jürgen Paas ist Mitglied im Westdeutschen Künstlerbund und im Deutschen Künstlerbund.

## Ausstellungen (Auswahl)

### Einzelausstellungen
- 2025 Galerie Obrist (m. Hanna Roeckle), Essen
- 2025 NEVER MIND THE COLOURS, (m. Dirk Salz) Galerie Frey, Salzburg (A)
- 2025 VIENNA CALLING! (m. Jürgen Jansen), Galerie Kovacek &Zetter, Wien (A)
- 2025 DANCEFLOOR, Flottmannhallen, Herne
- 2025 GLÄNZENDE AUSSICHTEN, (m. Dirk Salz), Galerie KunstKontor, Nürnberg
- 2025 TRUE COLOURS II, Heitsch Gallery, München
- 2024 True Colours, Heitsch Galerie, München
- 2024 IMPACT AND REFLEXION, Galerie Schmalfuss, Berlin
- 2024 Strange Kind of Colour, Augsburg Contemporary
- 2024 Colour Machine, Galerie v. Braunbehrens, Stuttgart
- 2024 HARD EDGE, FORYOUANDYOURCUSTOMERS, Essen
- 2023 NEON, Galerie Obrist, Essen
- 2023 IN BETWEEN-WANDOBJECTEN, Galerie Broft, Leerdam (NL)
- 2023 ZWISCHEN DEN DIMENSIONEN, Galerie Linde Hollinger, Ladenburg
- 2023 BIG TIME, Galerie Kautsch, Michelstadt
- 2022 PRIME TIME (m. Willi Siber), Stern-Wywiol Galerie, Hamburg
- 2022 REAL TIME (m. Dirk Salz u. Bodo Korsig), Kunstverein Aschaffenburg
- 2022 Archive – The Colourful Play of Jürgen Paas, DEJI Museum of Art, Nanjing (CHINA)
- 2022 Blurb, Kunstverein Würzburg
- 2022 Cromatic Perspective, (m. Wolfgang Flad u. Hans Kotter) Kunstraum Villa Friede, Bonn-Mehlem

### Gruppenausstellungen
- 2024 Impact and Reflexion, Galerie Schmalfuss, Berlin
- 2024 UPDATEW#SUMMER, Galerie Robert Drees, Hannover
- 2024 Collector’s Lounge 2023, Galerie Obrist
- 2023 Alles Papier, Galerie Fetzer, Sontheim an der Brenz
- 2023 KON- KRET +STRUKTIV, Galerie Drees, Hannover
- 2022 Blickfelder, Museum Schloß Moyland
- 2022 OBSESSION-COLLECTION SAMMLUNG GERHARD THEEWEN, Museum Morsbroich, Leverkusen
- 2022 LIEBLINGSSTÜCKE, Galerie Lausberg, Düsseldorf
- 2022 from dawn till dusk // update, Galerie Robert Drees, Hannover
- 2021 PURE, Galerie Lausberg, Düsseldorf
- 2020 Highlights, Heitsch Gallery München
- 2018 Konvolution - Künstler Buch Projekte, Osthaus Museum Hagen
- 2016 Noirée - 40 × Schwarz, Kunstverein Friedberg
- 2015 Konkret, Kunstverein, Bad Nauheim

## Auszeichnungen
- 1989 DFJW – Arbeitsstipendium des Deutsch-Französischen Jugendwerks
- 1991 Arbeitsstipendium des Kultusministeriums des Landes Schleswig-Holstein
- 1991 – 1992 DAAD – Jahresstipendium, Frankreich u. Artist résident CREDAC, Centre d’Art Contemporain, Ivry-sur-Seine/Paris
- 1992 Malerei – 1. Preis der Ursula-Blickle-Stiftung, Kraichtal u. Wien
- 1996 Stipendium der Studienstiftung des Dt. Volkes für das Deutsche Studienzentrum Venedig
- 1997 TRANSFER – Stipendium des Landes NRW
- 2000 Formprinzip Farbe – 1. Preis der Volksbank Gelsenkirchen für Malerei
- 2006 Sickingen Kunstpreis – 1. Preis des Landkreises Kaiserslautern für Malerei
- 2012 Arbeitsstipendium des Kultusministeriums des Landes Mecklenburg-Vorpommern für das Künstlerhaus Lukas in Ahrenshoop
- 2020 Arbeitsstipendium des Ministeriums für Kultur und Wissenschaft des Landes Nordrhein-Westfalen
- 2022 Arbeitsstipendium Stiftung Kunstfonds

## Monografien und Ausstellungskataloge (Auswahl)
- Jürgen Paas, Vienna calling!, Print Allianz HAV Produktions GmbH, Bad Vöslau 2025, ISBN 978-3-903434-26-4
- Jürgen Paas, United Colours, Verlag Kettler, Dortmund 2021, ISBN 978-3-86206-940-8
- Jürgen Paas, Jukebox&Target, Verlag Kettler, Dortmund 2018, ISBN 978-3-86206-640-7
- Jürgen Paas, Popplanet, Verlag Kettler, Dortmund 2012, ISBN 978-3-86206-164-8
- Jürgen Paas, Index - édition séparée N° 50, Salon Verlag, Köln 2006, ISBN 3-932189-50-7
- Jürgen Paas, Farbarbeiten, Art-Print Publishers Verlag, Essen 2003, ISBN 3-931326-38-1
- Jürgen Paas, Malerei, Art-Print Publishers Verlag, Essen 2000, ISBN 3-931326-34-9
- Jürgen Paas, Reminiszenzen, Art-Print Publishers Verlag, Essen 1999, ISBN 3-931326-24-1
- Jürgen Paas, Archive 1993–1997, Art-Print Publishers Verlag, Essen 1997, ISBN 3-931326-10-1
- Jürgen Paas, Schwarz-Weiß-Grau, Papier- und Kartonarbeiten, Katalog zum Arbeitsstipendium der Sutter-Gruppe, Essen 1994
- Jürgen Paas, Depots 1989–1992, Katalog zur Ausstellung in der Ursula-Blickle-Stiftung, Kraichtal 1993, ISBN 3-930043-00-9
- Jürgen Paas, Streifen-Reihen-Raster, 1990–1992, Katalog zu den Ausstellungen in der CREDAC/Centre d’Art Contemporain, Ivry-sur-Seine/Paris und Stipendium der Sutter-Gruppe, Essen 1992, ISBN 2-907643-55-X
- Jürgen Paas, Wand- und Bodenskulpturen 1990–1991, Katalog zur Ausstellung in der Städt. Galerie im Museum Folkwang, Essen 1991
- Jürgen Paas, Malerei–Skulptur, Katalog zur Ausstellung in der Galerie Marré&Dahms, Essen 1990